# Masttopp
Als Masttopp (auch Masttop) bezeichnet man die Spitze eines Schiffsmastes. Am Topp sind in der Regel ein Blitzableiter, eine Funkantenne,  ein Radarreflektor und ein Verklicker (zur Windrichtungsanzeige) befestigt. Auf kleineren Yachten (unter 20 Meter Länge) befindet sich auch die kombinierte elektrische rot-grüne Positionslaterne im Topp.
Verfügt die Yacht aufgrund ihrer Größe auch über eine Dirk, so ist sie auch im Masttopp angebracht, das andere Ende ist an der Großbaumnock (hinteres Ende des Großbaumes) angeschlagen, oder wird dort umgelenkt zum Befestigungspunkt am Großbaum.